# 黃蜂 (電視劇)
《黃蜂》（英語：Yellowjackets）是一部美國心理驚悚电视剧，由艾希莉·萊爾（Ashley Lyle）及巴特·尼克森（Bart Nickerson）開創，於2021年11月14日起在Showtime上播放。成年主演包括梅蘭妮·林斯基、茱莉葉·路易絲、克莉絲汀娜·蕾奇和塔妮·賽普瑞斯，青少年版本則分別由蘇菲·奈里斯、潔絲敏·莎懷·布朗、珊曼莎·漢拉蒂、蘇菲·蔡徹以及艾拉·彭內爾飾演。2021年12月，該劇被續訂第二季。

## 劇情
1996年，紐澤西州高中的一支名為「黃蜂」的高中女子足球隊前往西雅圖參加全國錦標賽，她們乘坐的私人飛機在飛越加拿大時不幸墜毀在無人荒野的深處。倖存下來的隊員最終在野外生存了19個月。25年後，承受著身心創傷的倖存者們發現當年在荒野發生的事情遠遠還未結束。

## 演員表

### 主要角色
- 梅蘭妮·林斯基 飾 蕭娜·席普曼 / 蕭娜·沙戴基（Shauna Shipman / Shauna Sadecki） 
  - 蘇菲·奈里斯（英语：Sophie Nélisse） 飾 少女時期的蕭娜 [1]

高中時期，蕭娜是潔姬的好友，但她卻與潔姬的男友傑夫劈腿。在墜機前，她具有布朗大學的入學資格，而在墜機後，她迅速適應在荒野的生活，並與泰莎成為朋友。其後，她懷上傑夫的孩子，迫使她將此事對潔姬保密。成年後，蕭娜與傑夫結婚，她的主婦生活並不快樂，而她與女兒卡莉的關係緊張。她與亞當在一場車禍後開始外遇。
- 塔妮·賽普瑞斯（英语：Tawny Cypress） 飾  泰莎·透納（Taissa Turner） 
  - 潔絲敏·莎懷·布朗（英语：Jasmin Savoy Brown） 飾 少女時期的泰莎

高中時期，泰莎企圖用任何必要手段獲得全國冠軍。她認為艾莉的表現並不能在錦標賽獲勝而刻意在練習時弄傷她的腳。他與凡妮莎秘密約會，而兩人的關係在荒野中依然繼續著。墜機後，她開始夢遊，隨後演變成解離性漫遊症，使她半夜會在森林遊蕩。成年後，泰莎與席夢結婚，養著一條叫做小餅乾的狗 。在她競選紐澤西州參議員的小過程中與兒子山米的關係開始出現問題，而她重新出現的夢遊症狀開始令她的婚姻觸礁。
- 艾拉·彭內爾 飾 潔姬·泰勒（Jackie Taylor）[1]

高中時期，潔姬是黃蜂足球隊的隊長，也是蕭娜最好的朋友以及傑夫的女友。在墜機前，她具有羅傑斯大學的入學資格，她在墜機後適應得最為辛苦，並且難以適應在高中社會階級完全消失的生活。她與隊友們的關係隨時間進展而不斷惡化，而她開始質疑自己與蕭娜的友誼。
- 茱莉葉·路易絲 飾 娜塔莉·「小娜」·史卡托奇歐（Natalie "Nat" Scatorccio） 
  - 蘇菲·蔡徹 飾 少女時期的娜塔莉

高中時期，娜塔莉經常因藥物與酒精濫用於不斷被隊友們審視。她與凱文在墜機前是好友。墜機後，娜塔莉與崔維斯最會使用獵槍，而兩人開始約會。成年後，娜塔莉與崔維斯形成了一段分分合合的毀滅性關係。她在結束由泰莎出錢的勒戒療程後回到紐澤西，但掙扎著維持清醒，而在崔維斯死後，她開始了自殺行為。
- 克莉絲汀娜·蕾奇 飾 米絲蒂·奎格利（Misty Quigley）
  - 珊曼莎·漢拉蒂（英语：Sammi Hanratty）飾 少女時期的米絲蒂[2]

高中時期，米絲蒂是黃蜂足球隊的設備經理。她經常被欺負並被質疑自己的精神狀態穩定度。墜機後，她展現出荒野求生的知識與技能，並開始追求班教練。她隨後與克莉絲朵因兩人對音樂劇的熱愛而產生友誼。成年後，米絲蒂在養護之家工作，並持續展現出操弄他人與虐待狂的傾向。她養了一隻叫做卡里古拉的寵物鸚鵡，並成為破解罪案的網路社群「市民偵探」的成員。
- 史蒂芬·克魯格（英语：Steven Krueger） 飾 班·史考特（Ben Scott）

黃蜂足球隊的助理教練。在墜機後，他的右腿被碾碎，而米絲蒂對他施行截肢救了他一命。雖然在米絲蒂的看護下，他恢復健康，但他得同時處理他的傷勢與他身為唯一一名生還的成人的身份。他對米絲蒂對他的愛意作嘔，除了因為對方未成年外，他其實是一名尚未出櫃的同性戀。
- 沃倫·科爾 飾 傑夫·沙戴基（Jeff Sadecki）
  - 傑克·德普（Jack DePew）飾 少年時期的傑夫

高中時期，傑夫是潔姬的男友，但與潔姬的好友蕭娜劈腿。成年後，傑夫與蕭娜結婚並育有一女卡莉，並擁有一家家具店。
- 席夢·卡索（英语：Simone Kessell） 飾 夏洛蒂·「洛蒂」·麥修斯（Charlotte "Lottie" Matthews)
  - 寇特妮·伊頓 飾 少女時期的洛蒂

黃蜂足球隊隊員，患有思覺失調症。她富裕的雙親為足球隊提供了一架私人飛機，而飛機隨後墜毀。墜機後，她的藥物用盡而開始經歷恐怖的幻覺，促使她向蘿拉·李尋求靈性的引導。她的迷信隨著眾人在荒野的時間越長而在隊友間不斷散播。在生還者們獲救後，她非自願地進入瑞士的精神病院。成年後，她成為一名治療師並經營著心理健康社群「綠松營地」。她看似已經治癒了自己的幻覺，但在數十年後幻覺又突如其然地重新出現。
- 蘿倫·安柏斯（英语：Lauren Ambrose） 飾 凡妮莎·「小凡」·帕瑪(Vanessa "Van" Palmer)
  - 麗芙·休森 飾 少女時期的凡妮莎

高中時期，凡妮莎是黃蜂足球隊的守門員。她在墜機前秘密與泰莎約會，而兩人的戀情在荒野中依然持續。墜機後，她幾乎被殘骸活埋但設法逃生，而她遭到野狼襲擊後在左臉留下了永久的傷疤。她對洛蒂的迷信使得她與保持懷疑的泰莎之前關係緊張。成年後，凡妮莎擁有一家錄影帶出租店，並在近期被診斷出癌症末期。
- 凱文·阿爾維斯（英语：Kevin Alves） 飾 崔維斯·馬丁尼茲（Travis Martinez)
  - 安德烈·索托（Andres Soto) 飾 成年的崔維斯

馬丁尼茲教練的長子，哈維的哥哥。在墜機後，崔維斯與娜塔莉因為最懂得使用獵槍，使兩人開始約會。他在獲救後與娜塔莉維持著一段分分合合的毀滅性關係。在娜塔莉與米絲蒂發現他顯然死於自殺的遺體後，娜塔莉開始懷疑他是遭到謀殺。其後揭露他在死前曾與洛蒂維持聯繫。
- 莎拉·德賈丹（英语：Sarah Desjardins） 飾 卡莉·沙戴基(Callie Sadecki)

蕭娜與傑夫的女兒，性格憤世嫉俗並經常無視她的雙親。因蕭娜在荒野時的流產經驗，她對卡莉採取放任式管教。卡莉隨後被牽扯進入雙親捅出的一堆混亂之中，諸如蕭娜殺害亞當·馬汀以及傑夫試圖勒索黃蜂足球隊等事件。

### 常設角色
- 珍·維多普(Jane Widdop) 飾 蘿拉·李(Laura Lee)

篤信基督教的黃蜂足球隊隊員，以禱告維持隊友們的道德高點。她為洛蒂施行浸禮。
- 彼得·蓋吉奧特（英语：Peter Gadiot） 飾 亞當·馬汀（Adam Martin)

一名與蕭娜在車禍後發生婚外情的藝術家。
- 亞歷克斯·溫德姆（英语：Alex Wyndham） 飾 凱文·譚（Kevyn Tan）
  - 查理·萊特（Charlie Wright） 飾 少年時期的凱文

高中時期，凱文與娜塔莉在墜機前是好友。成年後的凱文成為警察，他的兒子則在踢足球。
- 路奇亞諾·李洛克斯（Luciano Leroux） 飾 哈維·馬丁尼茲（Javi Martinez）

馬丁尼茲教練的次子，崔維斯的弟弟。他掙扎著接受父親死亡的現實。
- 亞莉莎·巴拉哈斯(Alexa Barajas) 飾 瑪莉·伊巴拉(Mari Ibara)

性格憤世嫉俗的黃蜂足球隊隊員。墜機後，儘管她一開始充滿懷疑，但她卻成為洛蒂的忠實信徒。
- 琪雅·金（Keeya King）與妮亞·桑達亞（Nia Sondaya） 飾 阿琪拉(Akilah)

黃蜂足球隊隊員，具有可食用植物相關知識。
- 芮卡·沙瑪（Rekha Sharma） 飾 潔西卡·羅勃茲（Jessica Roberts）

受到泰莎雇用調查墜機生還者的記者。
- 露琪亞·伯納（英语：Rukiya Bernard） 飾 席夢·阿巴拉（Simone Abara）

泰莎的妻子。
- 艾登·史塔克斯（Aiden Stoxx） 飾 山米·阿巴拉-透納（Sammy Abara-Turner）

泰莎與席夢的兒子。
- 妮可·緬因斯（英语：Nicole Maines） 飾 莉莎（Lisa)

洛蒂的信徒，正在從心理創傷中恢復。
- 伊利亞·伍德 飾 華特·泰特索（Walter Tattersall）

試圖協助米絲蒂的公民偵探。
- 努哈·潔絲·伊茲曼（Nuha Jes Izman） 飾 克莉絲朵（Crystal）

黃蜂足球隊隊員。她與米絲蒂因對音樂劇的熱愛成為朋友，並告訴對方自己的本名是克絲汀(Kristen)。
- 法蘭索瓦·阿諾德（英语：François Arnaud (actor)） 飾 保羅（Paul）

紐約作家，班教練的秘密情人。
- 約翰·雷諾斯（英语：John Reynolds） 飾 麥特·薩拉庫薩（Matt Saracusa）

與凱文合作調查亞當失蹤案件的臥底警探。
- 蜜雅·羅威（Mya Lowe） 飾 珍（Gen）

黃蜂足球隊隊員。
- 希拉蕊·史旺 飾 梅莉莎（Melissa）
  - 珍娜·伯吉斯（Jenna Burgess） 飾 少女時期的梅莉莎

黃蜂足球隊隊員，珍的好友，她在荒野中與蕭娜開始交往。成年後的梅莉莎在獲救後，假裝自己自殺身亡並銷聲匿跡，改名換姓為凱莉（Kelly）並開始一段新生活。
- 艾妮莎·哈里斯(Anisa Harris) 飾 羅蘋(Robin)

黃蜂足球隊隊員。
- 席凡娜·艾斯提凡諾斯(Silvana Estifanos) 飾 布莉特(Britt)

黃蜂足球隊隊員。
- 艾希莉·薩頓(Ashley Sutton) 飾 漢娜·蘇菲亞·芬奇(Hannah Sophia Finch)

一名研究青蛙的學者，在樹林中遭遇黃蜂足球隊。
- 喬爾·麥克哈爾 飾 科迪亞克(Kodiak)

漢娜與艾德溫所聘請的野外嚮導員，在樹林中遭遇黃蜂足球隊。

### 客串角色
- 蓋布莉兒·蘿絲（英语：Gabrielle Rose） 飾 泰勒太太（Mrs. Taylor）

潔姬的母親。
- 卡洛斯·桑斯（英语：Carlos Sanz） 飾 比爾·馬丁尼茲教練（Coach Bill Martinez）

黃蜂足球隊總教練，崔維斯與哈維的父親。他在墜機當下身亡，遺體被隊員們發現遭到樹枝穿刺。
- 譚雅·寇尼利斯（英语：Tonya Cornelisse） 飾 艾莉·史蒂芬斯（Allie Stevens）
  - 珍珠·亞曼達·迪克森(Pearl Amanda Dickson) 飾 少女時期的艾莉

高中時期，艾莉是黃蜂足球隊中為一的一年級生，她在一場練習中被泰莎弄斷了腿而無緣參加錦標賽。
- 約翰·卡梅隆·米切爾 飾 卡里古拉（Caligula）

米絲蒂的寵物鸚鵡擬人化的形象。
- 尼爾森・富蘭克林（英语：Nelson Franklin） 飾 艾德溫(Edwin)

一名研究青蛙的學者，在樹林中遭遇黃蜂足球隊。

## 集數

### 第一季(2021-2022)
| 集數 | 標題                                  | 導演              | 編劇                                    | 首播日期       | U.S.收視人數 （百萬） |
| --- | ------------------------------------- | ----------------- | --------------------------------------- | -------------- | --------------------- |
| 1 | 開端 Pilot                            | 凱琳·草間         | 艾希莉·萊爾、巴特·尼克森                | 2021年11月14日 | 0.246                 |
| 1996年，一支名為「黃蜂隊」的高中女子足球隊在飛機失事後受困於荒野。25年後，倖存者們努力扮演著「正常人」的角色。其中一人，蕭娜，收到了一筆7位數的出書邀請，條件是她必須揭露當年發生的可怕經歷。                                                |                                       |                   |                                         |                |                       |
| 2 | 危險音符 F Sharp                      | 傑米·崔維斯       | 喬納森·利斯科、艾希莉·萊爾、巴特·尼克森 | 2021年11月21日 | 0.162                 |
| 1996年，米絲蒂因飛機失事後展現的生存技能而備受肯定，且非常享受這般注目。2021年，蕭娜為她的婚姻問題感到困擾；娜塔莉因一張神秘的明信片質問米絲蒂；泰莎則對兒子詭異的行為越來越擔憂。                                                           |                                       |                   |                                         |                |                       |
| 3 | 娃娃屋 The Dollhouse                  | 伊娃·蘇豪格       | 莎拉·L·湯普遜                           | 2021年11月28日 | 0.210                 |
| 1996年，倖存者們埋葬了空難死者後，無意間找到了一座廢棄小屋，並在裡面發現一具屍體。2021年，泰莎的政敵散播她當年為了求生而吃人肉的謠言；蕭娜的婚姻繼續惡化；米絲蒂和娜塔莉則聯手調查崔維斯的死因。                                             |                                       |                   |                                         |                |                       |
| 4 | 逆境求生 Bear Down                    | 迪帕·梅赫塔       | 伊莉莎白·安·潘                          | 2021年12月5日  | 0.161                 |
| 1996年，倖存者們發現了一把步槍，並透過打獵強化了彼此連結，同時他們也找到了一架可以運作的飛機。2021年，娜塔莉利用凱文調查崔維斯之死；泰莎拒絕了一項政治背書；蕭娜展開一段婚外情，並得知了崔維斯的死訊。                                       |                                       |                   |                                         |                |                       |
| 5 | 血窩 Blood Hive                       | 伊娃·蘇豪格       | 阿梅尼·羅薩                             | 2021年12月12日 | 0.295                 |
| 1996年，洛蒂的心理健康惡化；班被米絲蒂下毒，險些喪命；蕭娜則發現自己竟然懷有身孕。2021年，泰莎看見家門口遭人潑漆，懷疑是她兒子所為；蕭娜的女兒發現了她的婚外情；娜塔莉和米絲蒂逐漸揭開崔維斯的謀殺真相，但米絲蒂的背叛使她們的計劃變得複雜。 |                                       |                   |                                         |                |                       |
| 6 | 聖人 Saints                           | 比利·伍卓夫       | 尚特爾·威爾斯                           | 2021年12月19日 | 0.289                 |
| 1996年，洛蒂逐漸投入團隊的宗教活動中；蕭娜則因意外懷孕而心煩。2021年，娜塔莉和泰莎向珊娜揭露了崔維斯被謀殺的真相；米絲蒂綁架了潔西卡；娜塔莉和凱文之間開始產生浪漫情愫。                                                                     |                                       |                   |                                         |                |                       |
| 7 | 迷途 No Compass                       | 伊娃·蘇豪格       | 凱瑟琳·基恩斯                           | 2021年12月26日 | 0.327                 |
| 1996年，一群倖存者展開探勘行動，途中遇見神秘的紅色河流並遭到狼群襲擊，導致凡妮莎重傷；蕭娜對潔姬隱瞞了孩子父親的真實身份。2021年，娜塔莉、蕭娜和泰莎遭到勒索；米絲蒂則發現泰莎雇用潔西卡打探她們的消息。                                     |                                       |                   |                                         |                |                       |
| 8 | 大黃蜂的飛行 Flight of the Bumblebee  | 艾莉兒·克萊曼     | 卡麥隆·布倫特·強森、伊莉莎白·安·潘      | 2022年1月2日   | 0.311                 |
| 1996年，隨著凡妮莎逐漸康復，娜塔莉與崔維斯分手，蘿拉則大膽嘗試駕駛飛機。2021年，娜塔莉為了調查崔維斯的帳戶而要脅一名銀行員；泰莎向席夢坦白病情；蕭娜發現日記本失竊，並意識到亞當對她隱瞞自己的身分。                                         |                                       |                   |                                         |                |                       |
| 9 | 末日舞會 Doomcoming                   | 黛西·馮·薛勒·梅爾 | 莎拉·L·湯普遜、阿梅尼·羅薩              | 2022年1月9日   | 0.419                 |
| 1996年，在生死邊緣的黃蜂隊，決定舉辦一場名為「末日舞會」的狂歡派對，在迷幻蘑菇的影響下，派對迅速失控。2021年，蕭娜發現亞當的真正意圖後殺了他，並揭露了真正的勒索者身份。                                                                     |                                       |                   |                                         |                |                       |
| 10 | 榮耀轉瞬即逝 Sic Transit Gloria Mundi | 愛德華多·桑切斯   | 艾希莉·萊爾、巴特·尼克森                | 2022年1月16日  | 0.333                 |
| 1996年，黃蜂隊員間潛藏的怨恨，終於在末日舞會後爆發。2021年，蕭娜、泰莎、娜塔莉和米絲蒂參加25周年同學會；卡莉從新聞得知亞當失蹤的消息；席夢則在家中發現一間恐怖的密室。                                                                       |                                       |                   |                                         |                |                       |

### 第二季(2023)
| 總集數 | 集數 （季） | 標題                                                     | 導演              | 編劇                              | 首播日期      | U.S.收視人數 （百萬） |
| --- | ----------- | -------------------------------------------------------- | ----------------- | --------------------------------- | ------------- | --------------------- |
| 11 | 1           | 各位朋友、各位羅馬人、同胞們 Friends, Romans, Countrymen | 黛西·馮·薛勒·梅爾 | 艾希莉·萊爾、巴特·尼克森          | 2023年3月26日 | 0.226                 |
| 1996年，黃蜂隊在嚴冬中掙扎求生，洛蒂成了他們的精神領袖；蕭娜為了打發時間，與潔姬冰凍的遺體交談。現今，蕭娜和傑夫試圖掩蓋他們的犯行；米絲蒂開始尋找娜塔莉，而娜塔莉發現自己被困在洛蒂經營的健康社區中。       |             |                                                          |                   |                                   |               |                       |
| 12 | 2           | 食在難忍 Edible Complex                                  | 班·賽曼諾夫       | 喬納森·利斯科                     | 2023年4月2日  | 不適用                |
| 1996年，泰莎堅持應該火化潔姬，但蕭娜卻難以斷開與潔姬屍體的「友誼」。現今，凱文針對亞當失蹤事件對蕭娜展開問話，同時一位偵探邀請米絲蒂協助調查亞當的下落。泰莎發現自己越來越難以分辨幻覺和現實。               |             |                                                          |                   |                                   |               |                       |
| 13 | 3           | 餐後酒 Digestif                                          | 傑佛瑞·W·拜德     | 莎拉·L·湯普遜、阿梅尼·羅薩        | 2023年4月9日  | 0.210                 |
| 1996年，泰莎驚恐地發現自己在夢遊時吃了潔姬的肉；一夥人為蕭娜舉辦了嬰兒派對，卻遭遇不祥的異象。現今，傑夫試圖阻止凱文調查蕭娜；泰莎面對她的夢遊人格；洛蒂介紹娜塔莉參加她的互助小組，卻再次出現幻覺。         |             |                                                          |                   |                                   |               |                       |
| 14 | 4           | 舊傷疤 Old Wounds                                        | 史考特·溫納特     | 茱莉亞·畢克諾、伊莉莎白·安·潘     | 2023年4月16日 | 0.226                 |
| 1996年，洛蒂和娜塔莉為了一較高下，各自展開狩獵；凡妮莎開始研究泰莎發現的神秘符號。現今，蕭娜向卡莉坦承亞當之死的真相；米絲蒂和華特在洛蒂的社區外駐紮；泰莎則決定跟隨她夢遊人格的直覺，來到俄亥俄州一座小鎮。 |             |                                                          |                   |                                   |               |                       |
| 15 | 5           | 兩句實話和一句謊言 Two Truths and a Lie                  | 班·賽曼諾夫       | 凱瑟琳·基恩斯、莎拉·L·湯普遜      | 2023年4月23日 | 0.163                 |
| 1996年，洛蒂為團隊主持冥想課程，幫助泰莎解決夢遊問題。哈維拒絕與同伴交談，但向班提到一位神秘的「朋友」。現今，蕭娜在一家汽車旅館布置幽會假象，但凱文和麥特揭穿了詭計；同時，米絲蒂和華特終於找到了娜塔莉。   |             |                                                          |                   |                                   |               |                       |
| 16 | 6           | 誰 Qui                                                   | 莉茲·賈布斯       | 凱倫·約瑟芬·艾德考克、阿梅尼·羅薩 | 2023年5月7日  | 0.158                 |
| 1996年，米絲蒂協助蕭娜順利生下一名男嬰；與此同時，崔維斯和洛蒂合力建立了一個祭壇，並獻上供品。現今，在當前，泰莎注意到凡妮莎的財務問題，而蕭娜和卡莉則被請到警察局接受詢問。                                 |             |                                                          |                   |                                   |               |                       |
| 17 | 7           | 土葬 Burial                                              | 安雅·亞當斯       | 瑞奇·摩納漢、伊莉莎白·安·潘       | 2023年5月14日 | 0.165                 |
| 1996年，蕭娜悲痛地埋葬了她死去的胎兒。團隊出發搜尋克莉絲朵的下落，渾然不知她早已遭遇不測。現今，齊聚在洛蒂社區的成員們，各自展開了療程。                                                                     |             |                                                          |                   |                                   |               |                       |
| 18 | 8           | 它的抉擇 It Chooses                                      | 黛西·馮·薛勒·梅爾 | 莎拉·L·湯普遜、伊莉莎白·安·潘     | 2023年5月21日 | 0.143                 |
| 1996年，黃蜂隊在幻覺和恐懼的籠罩下，決定採取更加極端的生存方法。現今，警方正逐步解開亞當謀殺案的真相；泰莎和米絲蒂坦承了各自的秘密，洛蒂則堅信荒野仍在向她們呼喚，要求獻上祭品。                             |             |                                                          |                   |                                   |               |                       |
| 19 | 9           | 說故事 Storytelling                                      | 凱琳·草間         | 阿梅尼·羅薩                       | 2023年5月28日 | 0.134                 |
| 1996年，洛蒂對團隊決定互相獵殺感到震驚；教練班為了保存人性，選擇與團隊保持距離。現今，華特和傑夫為了阻止凱文繼續調查亞當謀殺案，採取了激烈手段；團隊同意繼續進行洛蒂的儀式，但暗中有著別的打算...            |             |                                                          |                   |                                   |               |                       |

## 外部連結
- 官方网站
- 互联网电影数据库（IMDb）上《黃蜂》的资料（英文）

1. ↑  Every episode was also available to stream two days earlier on Paramount+ with Showtime.